# Joan Godó i Llucià
Joan Godó i Llucià (Igualada, 20 de febrer de 1851 - Igualada, 3 de juny de 1935), conegut popularment com el Morrut, fou un polític i empresari català, fill de Ramon Godó i Pié i nebot dels fundadors de La Vanguardia Carles Godó i Pié i Bartomeu Godó i Pié.

## Trajectòria
Joan Godó i Llucià, segon dels disset fills de Ramon Godó i Pié, dirigí i fou propietari de La Igualadina Cotonera, empresa tèxtil amb més de 500 treballadors on el 1885 s'hi va fer la primera instal·lació d'enllumenat elèctric d'Igualada amb producció pròpia. Membre destacat del Partit Liberal a Igualada, en fou alcalde entre el 27 de febrer de 1887 i el 5 de desembre de 1890 i de nou en un breu període entre el 26 de febrer i el 18 març de 1930. Durant el seu primer mandat com a alcalde es construïren les carreteres de Manresa, Valls i Carme i es van fer millores urbanístiques. El 1899 va ser un dels fundadors del Cercle Mercantil. Fou caporal del sometent del districte, que incloïa 34 pobles.
Fou elegit diputat a les eleccions generals espanyoles de 1910 i durant 12 anys fou diputat provincial. Fou nomenat cavaller de l'Orde d'Isabel la Catòlica i posseïa la medalla d'or del Bruc.
El seu fill primogènit, Joan Godó i Pelegrí (1876-1957), fou el continuador dels negocis industrials de la família, i també arribà a ser alcalde d'Igualada (1906-1914).
A Igualada hi ha un carrer en honor de Joan Godó i Llucià. Està previst que l'edifici històric de La Igualadina Cotonera aculli en el futur el Museu de la Premsa de Catalunya segons el conveni signat entre l'ajuntament d'Igualada i el Grup Godó.